# جان هایک (تنیس‌باز)
 جان هایک (انگلیسی: Jan Hájek؛ زادهٔ ۷ اوت ۱۹۸۳) یک تنیس‌باز اهل جمهوری چک است. 